# Gyula Bádonyi
Gyula Bádonyi (Szerencs, 16 settembre 1882 – Budapest, 6 giugno 1944) è stato un calciatore ungherese, di ruolo portiere, primo storico portiere della Nazionale ungherese.

## Carriera
Gioca da portiere il match amichevole tra Austria e Ungheria, svoltosi a Vienna il 12 ottobre del 1902 sotto l'Impero austro-ungarico: la sfida si conclude 5-0 per gli austriaci. Per due volte consecutive campione d'Ungheria con il BTC, durante la sua carriera ha giocato anche da attaccante e per un paio d'anni ha vestito la casacca della squadra postale di Budapest. Ritiratosi nel 1906, ha continuato a lavorare nelle poste ungheresi.

## Statistiche

### Cronologia presenze in nazionale
| Cronologia completa delle presenze e delle reti in nazionale ― Ungheria | Cronologia completa delle presenze e delle reti in nazionale ― Ungheria | Cronologia completa delle presenze e delle reti in nazionale ― Ungheria | Cronologia completa delle presenze e delle reti in nazionale ― Ungheria | Cronologia completa delle presenze e delle reti in nazionale ― Ungheria | Cronologia completa delle presenze e delle reti in nazionale ― Ungheria | Cronologia completa delle presenze e delle reti in nazionale ― Ungheria | Cronologia completa delle presenze e delle reti in nazionale ― Ungheria |
| Data                                                                    | Città                                                                   | In casa                                                                 | Risultato                                                               | Ospiti                                                                  | Competizione                                                            | Reti                                                                    | Note                                                                    |
| ----------------------------------------------------------------------- | ----------------------------------------------------------------------- | ----------------------------------------------------------------------- | ----------------------------------------------------------------------- | ----------------------------------------------------------------------- | ----------------------------------------------------------------------- | ----------------------------------------------------------------------- | ----------------------------------------------------------------------- |
| 12-10-1902                                                              | Vienna                                                                  | Austria                                                                 | 5 – 0                                                                   | Ungheria                                                                | Amichevole                                                              | -5                                                                      | prima storica partita delle nazionali d'Austria e Ungheria.             |
| Totale                                                                  |                                                                         | Presenze                                                                | 1                                                                       |                                                                         | Reti                                                                    | -5                                                                      |                                                                         |

## Palmarès
- Campionato ungherese: 2

BTC Budapesti: 1901, 1902